# Montfaucon (Doubs)
Montfaucon is een gemeente in het Franse departement Doubs (regio Bourgogne-Franche-Comté). De plaats maakt deel uit van het arrondissement Besançon. Montfaucon telde op 1 januari 2022 1.608 inwoners.

## Geografie
De oppervlakte van Montfaucon bedraagt 7,25 vierkante kilometer, de bevolkingsdichtheid is 187,9 inwoners per km² (per 1 januari 2019). Montfaucon ligt aan de Doubs.
De onderstaande kaart toont de ligging van Montfaucon met de belangrijkste infrastructuur en aangrenzende gemeenten.

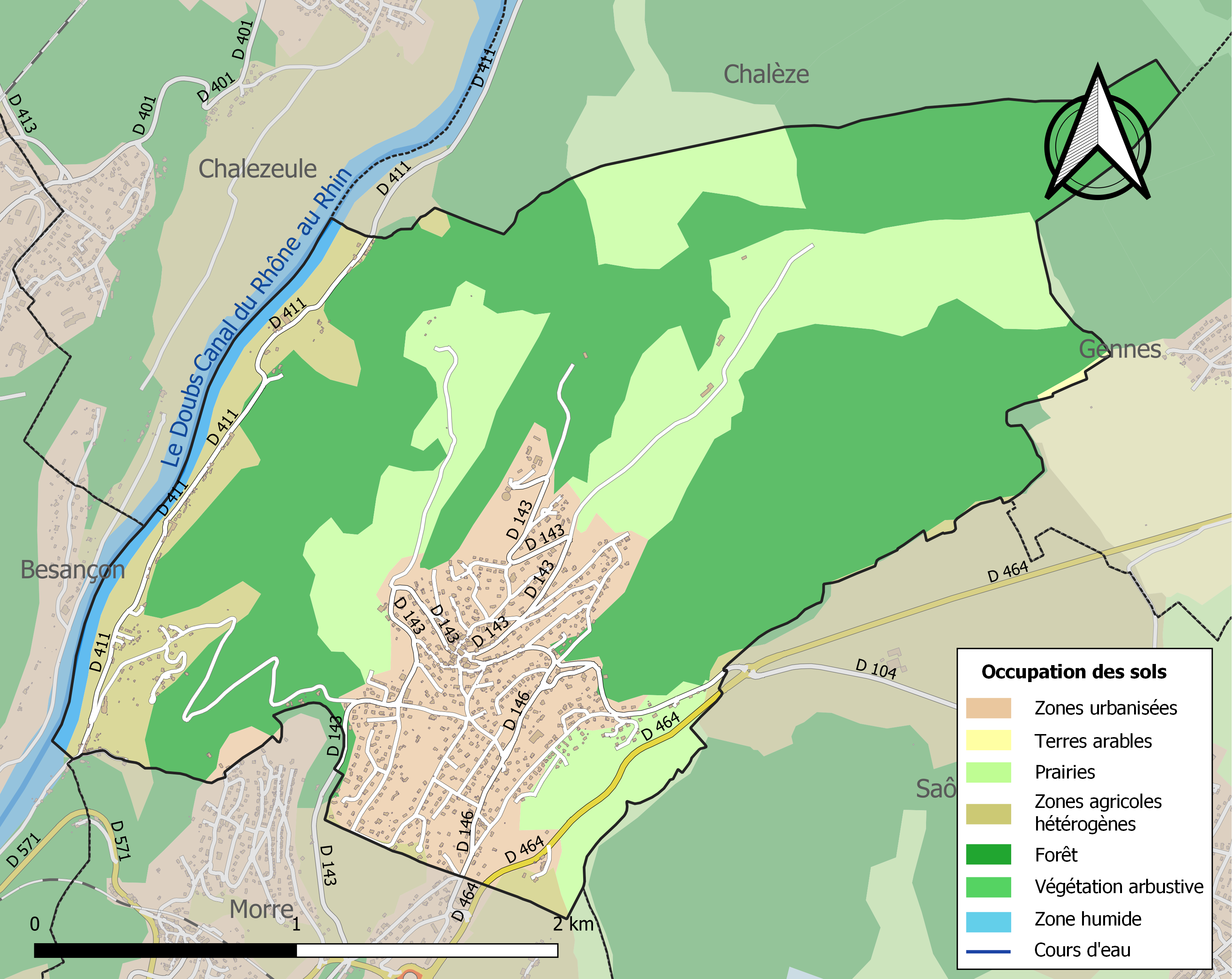

## Demografie
Onderstaande figuur toont het verloop van het inwonertal (bron: INSEE-tellingen).